# Gonzalo Fernández de Burgos
Gonzalo Fernández fue un conde de Castilla (c. 909-915) y de Burgos (c. 899-915). En 912, confirmó la Carta Puebla de Brañosera llamando abuelos a los otorgantes originales, Munio Núñez de Brañosera y Argilo.
Mencionado por primera vez en 899 conde de Burgos, pronto hace de Lara su base, extendiendo su gobierno desde la zona de Espinosa de los Monteros y Escalada hasta el río Arlanza.
Esta localidad va a ser el punto de partida de la familia Lara, que pocos años después va a conseguir la creación del condado hereditario de Castilla con su hijo Fernán González. Su iniciador, Gonzalo Fernández, tuvo primero que hacer frente a la guarnición musulmana de Carazo.
Su nombre aparece por primera vez el 1 de marzo de 899 confirmando como comite Gundissalbo Fernandiz in Uurgus en la carta fundacional del monasterio de San Pedro de Cardeña, que será una de las instituciones monásticas castellanas más influyentes junto con el monasterio de San Sebastián de Silos (luego Santo Domingo de Silos). 
En 912 participó en la expansión castellana hasta el río Duero repoblando Haza, Clunia y San Esteban de Gormaz.
Gonzalo Fernández aparece como conde en Burgos en un documento del 1 de agosto de 914 y como conde de Castilla el 1 de mayo de 915. Parece ser que después pasa a la corte leonesa donde figura en una asamblea de magnates y nobles antes de la derrota de Valdejunquera (920). Fray Justo Pérez de Urbel supone que después marcharía a la corte navarra donde entre los años 924 y 930 aparece un Gundisalvus comes, nombre poco frecuente en los documentos navarros.
Sus restos debieron reposar en el monasterio de San Pedro de Arlanza, según narra fray Antonio de Yepes en su Crónica general de la Orden de San Benito.

## Matrimonio y descendientes
Casó con Muniadona con la que tuvo dos hijos:
- Fernán González, conde de Castilla y Álava.
- Ramiro González, muerto en 936 en combate contra los musulmanes.

| Predecesor: Nuevo título | Conde de Burgos c.899-915   | Sucesor: Fernando Ansúrez |
| Predecesor: Munio Núñez  | Conde de Castilla c.909-915 | Sucesor: Fernando Ansúrez |